# ردیف هم‌سرایان
ردیف هم‌سرایان (انگلیسی: A Chorus Line) موزیکالی محصول ۱۹۷۵ با موسیقی ماروین هملیش، اشعار ادوارد کلبان و کتابی از جیمز کرکوود جونیور و نیکلاس دنته است. این نمایش موزیکال که روی صحنه خالی یکی از تئاترهای برادوی جریان دارد، به هفده رقصنده برادوی می‌پردازد که برای یافتن نقاطی در یک ردیف هم‌سرایی در حال هنرآزمایی هستند. ردیف هم‌سرایان نگاهی اجمالی به شخصیت نوازندگان و طراح رقص ارائه می‌دهد، زیرا آنها رویدادهایی را توصیف می‌کنند که زندگی آنها و تصمیمات آنها برای تبدیل شدن به رقصنده را شکل داده‌است.
به‌دنبال چند دورهٔ آموزشی و یک تولید آف برادوی، ردیف هم‌سرایان در ۲۵ ژوئیه ۱۹۷۵ در تئاتر شوبرت به کارگردانی مایکل بنت و طراحی مشترک بنت و باب آویان در برادوی به روی صحنه رفت. این موزیکال موفقیتی بی‌سابقه در گیشه و منتقدان بود، دوازده نامزدی جایزه تونی کسب کرد که برندهٔ نه جایزه شد و نیز برندهٔ جایزه پولیتزر نمایش‌نامه شد.
تولید اصلی برادوی برای ۶٫۱۳۷ نمایش اجرا شد که به طولانی‌ترین اثر در تاریخ برادوی تبدیل شد تا اینکه در سال ۱۹۹۷ گربه‌ها پیشی گرفت و طولانی‌ترین اثر موزیکال برادوی که در ابتدا در ایالات متحده تولید شد، بود، تا اینکه در سال ۲۰۱۱ احیای شیکاگو از آن پیشی گرفت. این هفتمین نمایش طولانی‌مدت برادوی تا به امروز است. ردیف هم‌سرایان موفق بسیاری را در سراسر جهان به وجود آورد. در سال ۱۹۷۶ یک دوره طولانی را در وست اند آغاز کرد و در سال ۲۰۰۶ در برادوی و در سال ۲۰۱۳ در وست اند دوباره احیا شد.